# 감지금니대불정여래밀인수증요의제보살만행수능엄경 권7
감지금니대불정여래밀인수증요의제보살만행수능엄경 권7(紺紙金泥大佛頂如來密因修證了義諸菩薩萬行首楞嚴經 卷七)은 서울특별시 관악구 호림박물관에 있는 고려시대의 사경이다. 1984년 5월 30일 대한민국의 보물 제756호로 지정되었다.

## 개요
대불정여래밀인수증요의제보살만행수능엄경은 줄여서 '대불정수능엄경'또는 '능엄경'이라 부른다. 부처님의 말씀을 머리속으로 이해하는데 그치지 않고 자신이 직접 체득하여 힘을 갖는 것을 주요사상으로 하고 있으며, 스님들이 수련과정에서 필수적으로 배우는 경전이다.
감지금니대불정여래밀인수증료의제보살만행수능엄경 권7(紺紙金泥大佛頂如來密因修證了義諸菩薩萬行首楞嚴經 卷七)은 당나라의 반자밀제(般刺密帝)가 번역한 능엄경 10권을 검푸른 빛이 도는 종이에 금색 글씨로 옮겨 쓴 것으로 현재 남아있는 것은 권7에 해당한다. 병풍처럼 펼쳐서 볼 수 있는 형태이며, 접었을 때 크기는 세로 81.4㎝, 가로 11.1㎝이다.
표지에는 제목과 화려한 꽃무늬가 있고 본문은 금색 글씨로 정성껏 쓰여 있으며, 책의 마지막 2절은 없어진 것을 다시 써서 보완하였다.
책의 간행에 대한 기록이 남아있지 않지만, 표지나 본문의 글씨체로 보아 14세기경에 간행된 것으로 추정된다.

## 같이 보기
- 대불정여래밀인수증요의제보살만행수능엄경

## 참고 자료
- 감지금니대불정여래밀인수증요의제보살만행수능엄경 권7 - 국가유산청 국가유산포털